# Karabach-Komitee
Das Karabach-Komitee (armenisch Ղարաբաղ կոմիտե) war eine im Februar 1988 gegründete Gruppe, deren Ziel es war, die Vereinigung der Region Bergkarabach mit der Armenischen SSR zu erreichen. Gründungsmitglieder waren u. a. die Schriftstellerin Silwa Kaputikjan und der Journalist Zori Balajan, die später das Komitee aufgrund der zunehmenden Radikalisierung verließen. Im Mai 1988 wurde die Führung des Komitees von dem späteren armenischen Präsidenten Lewon Ter-Petrosjan übernommen und ging später in der allarmenischen Bewegung auf.